# Steirodon sulcatum
Steirodon sulcatum är en insektsart som beskrevs av Emsley 1970. Steirodon sulcatum ingår i släktet Steirodon och familjen vårtbitare. Inga underarter finns listade i Catalogue of Life.